# Zygmunt Frydrych

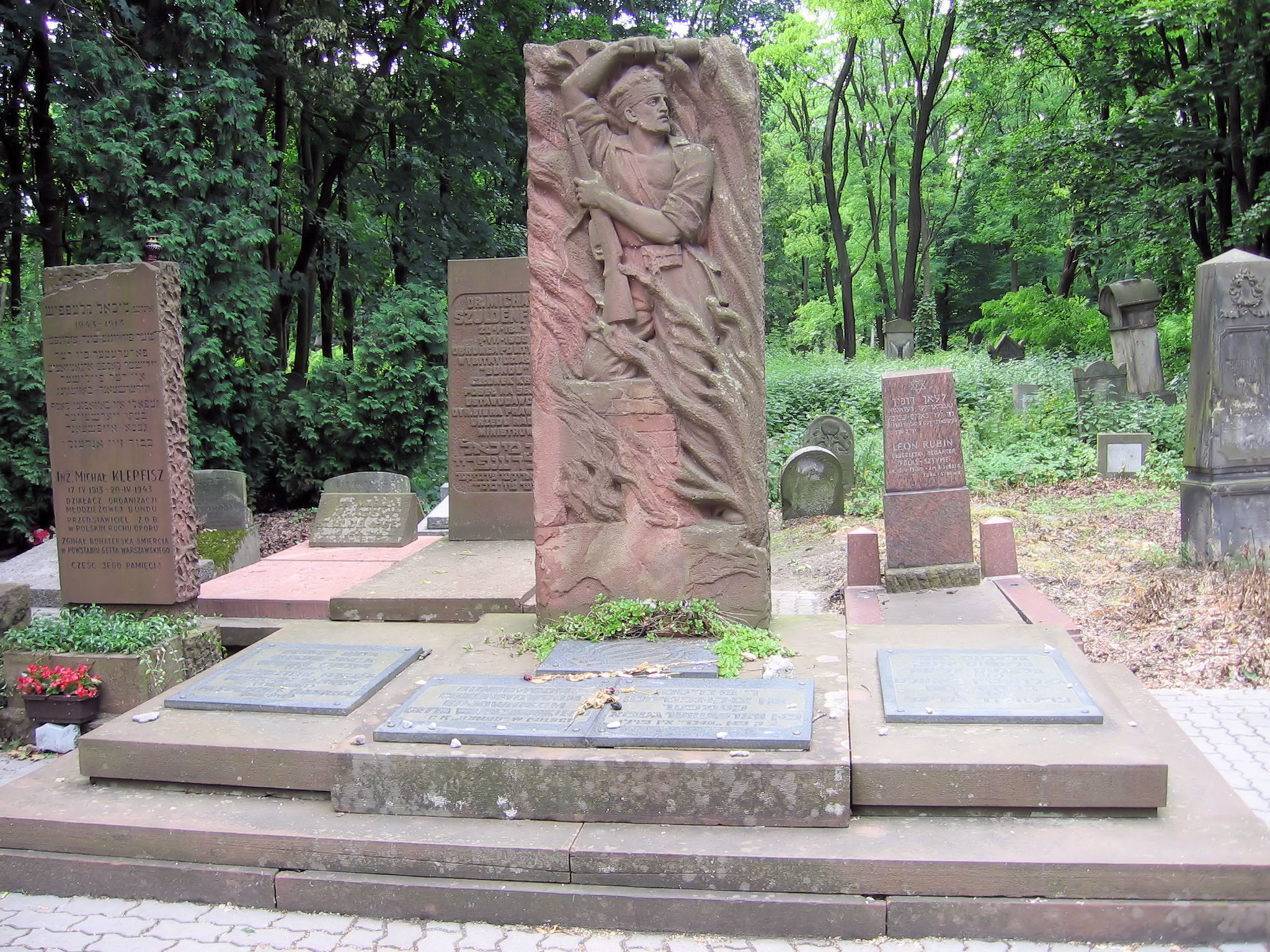
Grób Zalmana Frydrycha na cmentarzu żydowskim przy ulicy Okopowej w Warszawie

Zygmunt Frydrych, właśc. Zalman Frydrych (ur. 1911 w Warszawie, zm. 13 maja 1943 w Płudach) – żydowski działacz ruchu oporu w getcie warszawskim, uczestnik powstania w getcie warszawskim.

## Życiorys
Urodził się w Warszawie w rodzinie chasydzkiej. Ukończył szkołę prowadzoną przez CISZO. Był członkiem Bundu. 
Po wybuchu II wojny światowej był uczestnikiem kampanii wrześniowej, po której był więziony w obozie jenieckim w Koenigsbergu. Po powrocie do Warszawy został przesiedlony do getta, gdzie prowadził działalność podziemną i pracował w warsztacie ślusarskim. Był członkiem Żydowskiej Organizacji Bojowej. Podczas wielkiej akcji deportacyjnej latem 1942 roku został wysłany przez organizację do Treblinki w celu dowiedzenia się, jaki jest los deportowanych. Na podstawie jego relacji podziemne gazety żydowskie przedstawiły tragiczny los osób tam wysyłanych. 
Dzięki „dobremu wyglądowi” był łącznikiem ŻOB ze stroną aryjską, gdzie mieszkał przez dłuższy czas u polskiej rodziny. Przenosił również broń do getta. Na przełomie 1942 i 1943 był prześladowany przez szmalcowników, po czym z powrotem przeniósł się do getta.
Podczas powstania w getcie był łącznikiem między grupami bojowymi a sztabem ŻOB, kontaktował się również ze stroną aryjską. Walczył na terenie szopu szczotkarzy, następnie w getcie centralnym. 30 kwietnia 1943 został wysłany wraz z Symchą Ratajzerem przez dowództwo ŻOB na aryjską stronę. 10 maja, razem z powstańcami, którzy wyszli kanałami przy ulicy Prostej, został wywieziony podstawioną ciężarówką do lasku w Łomiankach pod Warszawą. 13 maja brał udział w spotkaniu na ulicy Starynkiewicza, próbując umieścić ocalałych bojowców w oddziale Nosowskiego z Armii Ludowej. 13 maja przewiózł specjalnie zakupioną ciężarówką do Płud pod Warszawą czwórkę przyjaciół: Jurka, Eliezera (Luśka) i Gutę Błonesów oraz Fajgele Goldsztein, którzy mieli zostać ukryci u miejscowego chłopa. Zostali jednak zdradzeni przez gospodarza i aresztowani przez Niemców. Obwieziono ich po Płudach i pobliskich wsiach z hańbiącym napisem informującym, że to żydowscy bandyci. W tym samym dniu wszystkich zabito.
Po zakończeniu wojny ich ciała zostały pochowane w alei głównej cmentarza żydowskiego przy ulicy Okopowej w Warszawie (kwatera 12). Jego żona Cila zginęła na Majdanku, a córka przeżyła wojnę ukrywana w klasztorze pod Krakowem.